# 116 Hospital Street

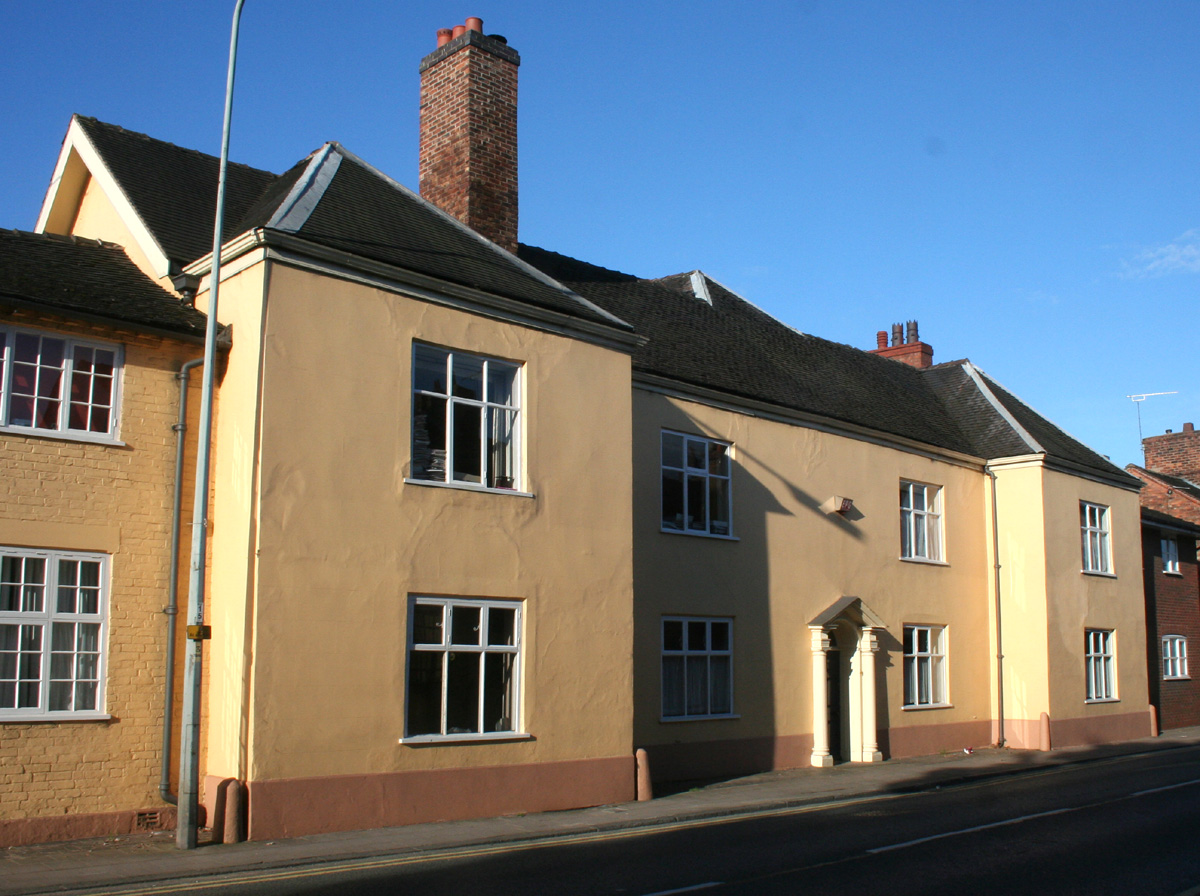
116 Hospital Street, Nantwich

116 Hospital Street (auch 116 and 118 Hospital Street) ist ein Stadthaus auf der südlichen Straßenseite der Hospital Street in Nantwich, Cheshire, England. Es wurde von English Heritage im Grade II eingestuft. Das heutige Gebäude hat ein georgianisches Aussehen, schließt aber ein früheres Fachwerkhaus ein, das wahrscheinlich teilweise im 15. Jahrhundert erbaut wurde. Die örtliche Historikerin Jane Stevenson bezeichnet es als „das interessanteste Haus in der Hospital Street“ und hält es für „das älteste noch bestehende Wohngebäude in Nantwich“.
Das Haus gehört zu einer Gruppe von Häusern am Ende der Hospital Street, die ursprünglich im 15. und 16. Jahrhundert erbaut wurden, Churche’s Mansion, 140–142 Hospital Street und The Rookery (Hausnummer 125). Diese Bauwerke überstanden den Brand von 1583, dem das der Stadt zugewandte Ende der Hospital Street und ein Großteil des Zentrums Nantwichs zum Opfer fielen. Das Haus steht in der Nähe des vermuteten Standortes des mittelalterlichen Hospital of St Nicholas, von dem die Straße ihren Namen erhielt.

## Beschreibung
116 Hospital Street ist ein großes zweistöckiges Gebäude mit Ziegeldach und einer Fassade aus gestrichenem Putz. Zur Straße hin hat die Fassade an beiden Enden zwei leicht hervorragende Endflügel, deren Satteldach vom Hauptdach des Gebäudes abzweigt. Der zentral angeordnete Haupteingang wird von hölzernen Säulen flankiert und hat ein halbrundes Kämpferfenster mit Giebeldreieck darüber. Sowohl im Erdgeschoss als auch im Obergeschoss befinden sich vier Drehflügelfenster, die aus dem 19. Jahrhundert stammen. Als das Gebäude 1974 als Baudenkmal anerkannt wurde, gab es einen Eingang am östlichen Flügel, dieser wurde jedoch Anfang des 21. Jahrhunderts zugemauert. Die Fassade des Hauses hat ein georgianisches Erscheinungsbild; English Heritage datiert sie zu Beginn des 18. Jahrhunderts, obwohl sie „stark verändert“ wurde. Der örtliche Historiker Jeremy Lake hält sie für späte Georgianische Architektur.
Das heute bestehende Gebäude schließt ein viel älteres Holzfachwerk mit einem mittelalterlichen Grundriss mit zentraler Halle und flankierenden Flügeln ein. Der Flügel mit dem Salon wurde von Lake auf Ende des 15. Jahrhunderts eingeschätzt. Mit diesem Entstehungszeitpunkt wäre das Haus unter den ältesten noch bestehenden Bauten Nantwichs, abgesehen von der aus dem 14. Jahrhundert stammenden St Mary’s Church. Die zentrale Halle und die Nutzräume haben vermutlich ältere Gebäudeteile ersetzt.
Im Innern des Flügels mit dem Wohnzimmer sind alte Kamine und Feuerstellen aus Sandstein im Design des 15. Jahrhunderts erhalten. Es gibt einen intakten Dachträger, und die Hauptbalken des Dachstuhls treffen senkrecht auf die Pfette, was in Cheshire Lake charakteristisch für Gebäude aus dem 15. Jahrhundert ist. Spuren der ursprünglichen Dekoration im Innern sind noch vorhanden, die mit Rotocker gestrichenen Dachbalken kontrastieren mit dem mit weißer Kalkfarbe gestrichenen Lehmbewurfs der Paneelen im Dachstuhl.